# Francisco Ignacio de Ugarte
Francisco Ignacio de Ugarte o bien Francisco de Ugarte (Goizueta, Navarra, España, 1738–Buenos Aires, Provincias Unidas del Río de la Plata, 5 de octubre de 1814) fue un hidalgo, constructor naval, comerciante y marino mercante hispano-navarro que pasó a la entonces Sudamérica española, donde fue miembro de la Real Sociedad Bascongada de Amigos del País y fue nombrado en el Consulado de Comercio de Buenos Aires como consiliario desde 1794 y prior del mismo desde 1803. Era hermano de Isidro Huarte y tío paterno de la emperatriz consorte Ana María de México, además de primo político, consuegro y cuñado de la virreina rioplatense Ana de Azcuénaga de Olaguer Feliú.

## Biografía hasta convertirse en marino mercante en Sudamérica

### Origen familiar y primeros años
Francisco Ignacio de Ugarte había nacido en el año 1738 en la localidad de Goizueta de la merindad de Pamplona, que formaba parte del reino de Navarra y a su vez conformaba a la Corona de España. Era hijo de los navarros-españoles Juan Francisco de Ugarte e Iriarte o bien Juan Francisco Huarte y de su cónyuge Agustina de Arrivillaga Minondo, quienes se habían casado en Goizueta el 13 de diciembre de 1736.
Era hermano de Juan Isidro de Ugarte y Arrivillaga (o simplemente Isidro Huarte) que también había nacido en Goizueta en 1744 y migró a la Norteamérica española que llamaban Virreinato de Nueva España, donde fue elegido regidor desde 1772 y alcalde de Valladolid de la intendencia homónima desde 1779, además de ser Gran Cruz de la Orden de Guadalupe, y donde se unió en segundas nupcias con la noble Ana Manuela Muñiz y Sánchez de Tagle, una sobrina de Pedro Anselmo Sánchez de Tagle, obispo de Michoacán, y sobrina bisnieta de Luis Sáenz de Tagle, I marqués de Altamira.
Por ende era tío de la emperatriz consorte mexicana Ana María Huarte o Ana María de Ugarte, que nació en la Valladolid novohispana el 18 de enero de 1786 y se había casado allí el 27 de febrero de 1809 con el que fuera primer emperador Agustín I de México y con quien tuvo diez hijos, siendo dos de ellos, los príncipes imperiales Agustín Jerónimo y Ángel de Iturbide, los que aspiraron al trono mexicano.

### Constructor de barcos y marino mercante rioplatense

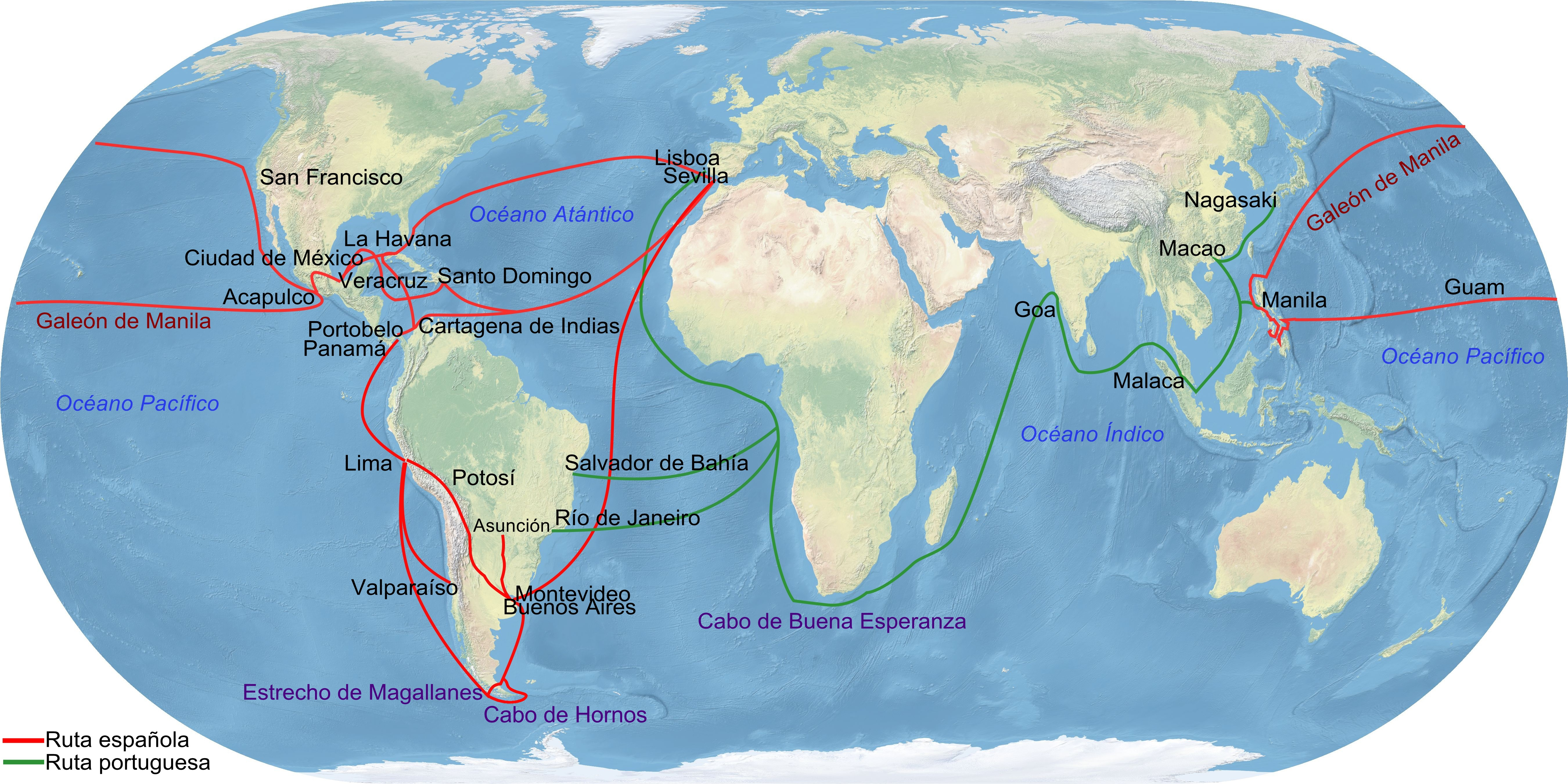
Las principales rutas comerciales del Imperio español con las Indias.

En la ciudad natal se dedicó al comercio, luego se mudó a Cádiz y después pasó a residir en el Virreinato del Río de la Plata, en donde se convirtió en un constructor naval que erigió una fragata en la ciudad de Corrientes. Hacia 1769 se dedicó en Buenos Aires al comercio de cueros, siendo su primer socio Vicente de Azcuénaga e Iturbe y quien más tarde se convertiría en su tío político por desposar a la sobrina Vicenta de Uriarte y Azcuénaga.
Fue maestre del barco San Miguel desde 1773 hasta 1774 y posteriormente fue propietario de flotas de navíos y bergantines, por lo que se transformó en un marino mercante.

## Puestos en el Consulado de Comercio de Buenos Aires y deceso

### Rico comerciante de la Sociedad Bascongada y consiliario
La Corona española se había flexibilizado un poco con el Reglamento de libre comercio con América del año 1778, pero dentro de un marco de protección y vigilancia, por lo que Ugarte se benefició por ello y se asoció con su sobrino político Lorenzo Antonio de Uriarte, quien se convertiría en su segundo yerno por desposar a su prima, la hija viuda María Josefa de Ugarte Uriarte.
Comerció a gran escala primero como exportador de cueros desde 1778, que al igual que los años 1779 y 1781, mandaría al exterior un promedio anual de 447 mil unidades. Enlazó comercialmente las ciudades de Buenos Aires de donde saldrían 49 mil unidades, y de Montevideo que llegaría a exportar 10 mil de lo mismo, con la ciudad de Cádiz, y de esta forma, sus negocios comerciales llegaron tan lejos como la ciudad asiática de Manila, capital de la Capitanía General de Filipinas que era una entidad política autónoma del Virreinato de Nueva España, con el cual se conectaba a través del Galeón de Manila.
A partir del año 1783 también pasó a ser importador y proveyó de hierro a la ciudad de San Salvador de Jujuy en 1788, además de proyectar las normas que se requerirían para habilitar pulperías.

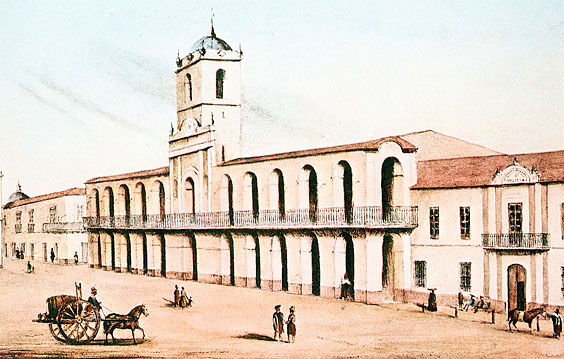
El Cabildo de Buenos Aires (litografía de Alberico Isola, del).

Además, era un miembro de la «Real Sociedad Bascongada de Amigos del País» y gracias a la citada flexibilización del 78 aumentaría significativamente su promedio anual de exportación de cueros a 743 mil unidades en el año 1793, y aunque en este último año había obtenido una real cédula que lo eximía de ocupar cargos públicos, curiosamente fue nombrado como consiliario del Consulado de Comercio de Buenos Aires desde 1794.
Hacia 1795 se asoció con el que sería su yerno Ignacio de Rezábal y formaron una empresa mercantil, por lo que hicieron construir una costosísima fragata que operó entre los puertos de Buenos Aires, Cádiz y El Callao, el cual conectaba por tierra con Lima, capital del Virreinato del Perú.

### Prior del Consulado y la Revolución de Mayo
En 1801 pidió permiso para traer caudales desde la ciudad de Cádiz en buques neutrales, además ese mismo año patentó el bergantín Fama del Sur y en 1802 hizo una petición sobre las pérdidas que sufrió por el bloqueo naval. Fue nombrado prior del Consulado de Comercio de Buenos Aires en 1803 y se lo presentaba como tal en la guía de comerciantes del Imperio español de 1804, figurando también su yerno y socio Ignacio de Rezábal como consiliario del mismo.
El Consulado se conservó luego de la Revolución de Mayo que independizó de facto a estas provincias, se nombró a las nuevas autoridades argentinas el 6 de junio de 1810, en el cual fue elegido como prior a Antonio Pirán, como 1.er cónsul a Francisco Antonio de Escalada, como su 2.º cónsul a Benito Iglesias, como síndico a José Agustín de Lizaur y como consiliarios a Martín José de Monasterio e Ignacio de Rezábal —ambos eran yernos de Ugarte— también a José Rubio, Pedro Botet, Francisco de la Peña Fernández, Cristóbal de Aguirre, José Isasí, Francisco Chavarría y a Manuel Zamudio.

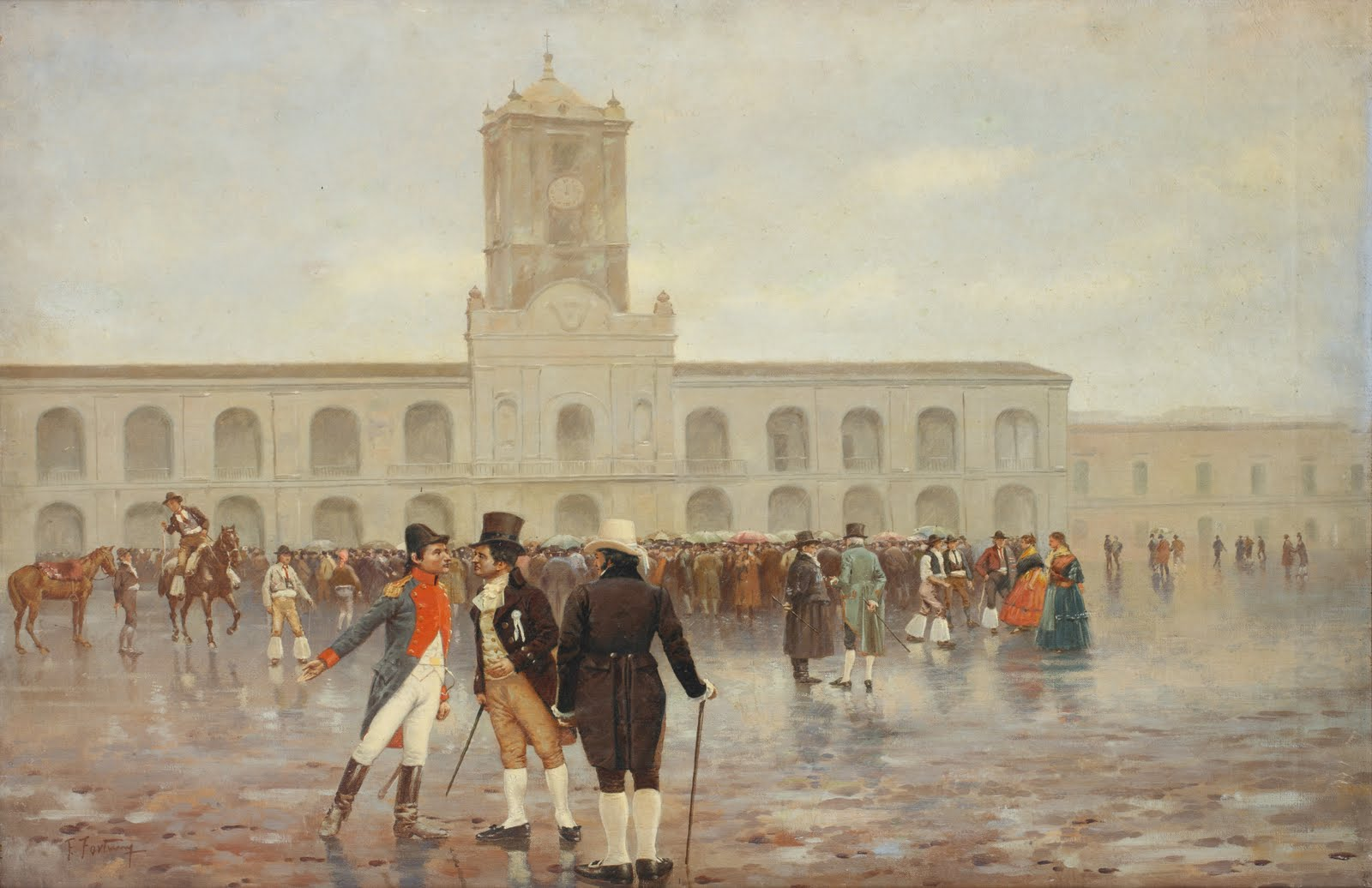
La Revolución de Mayo de 1810 (por Francisco Fortuny).

En 1812 se acordó que dos tercios de sus miembros sean oriundos de estas provincias, y así se eligió el 16 de junio como consiliarios al hijo Gaspar Ugarte, también a Julián Panelo de Melo, Francisco Antonio de Escalada, Ambrosio de Lezica, Agustín Aguirre, Benito Iglesias, José Joaquín Bedoya, Antonio Pirán y a Francisco Antonio de Letamendi, como prior a Manuel Obligado —el padre de Pastor Obligado, segundo gobernador del escindido Estado de Buenos Aires desde 1853 hasta 1858— como síndico a Juan Bautista Castro, como 2.º cónsul a Nicolás de Anchorena y como 1.er cónsul a Juan José de Larramendi.

### Aporte al empréstito y fallecimiento
Su poderío económico quedó evidenciado con su aporte al empréstito que representó una sexta parte del valor recaudado y fue benefactor de la iglesia de San Ignacio. Finalmente el rico comerciante Francisco Ignacio de Ugarte fallecería el 5 de octubre de 1814 en la ciudad de Buenos Aires, capital de la superintendencia bonaerense y al mismo tiempo de las Provincias Unidas del Río de la Plata.

## Matrimonios y descendencia
El hidalgo Francisco Ignacio de Ugarte y Arrivillaga se había unido en primera nupcias en Buenos Aires el 8 de diciembre de 1770 con Vicenta Ramona de Uriarte y Azcuénaga (Dima de Vizcaya, 1750-ca. 1799), una hija de los hispano-vascos Francisco de Uriarte e Iturbe y de su cónyuge y prima materna María de Azcuénaga e Iturbe, que era la hermana de Vicente de Azcuénaga que también había nacido en Dima el 22 de enero de 1706 —cuyos padres oriundos de la villa vizcaína de Durango eran Antonio de Azcuénaga y Úrsula de Iturbe, su esposa— y que al pasar a la Sudamérica española fue alcalde ordinario de primer voto de Buenos Aires en 1759 y en 1767, y contrajo segundas nupcias el 30 de agosto de 1752 con María Rosa de Basavilbaso y Urtubia, una hija del vasco-español Domingo de Basavilbaso, alcalde de 1736 hasta 1740 y regidor desde 1767 hasta 1771, y de su cónyuge porteña María Ignacia de Urtubia y Toledo.
Por lo tanto Vicenta Ramona era una prima hermana de la primera virreina criolla Ana de Azcuénaga y Basavilbaso, la cual se había casado el 12 de junio de 1788 con el brigadier Antonio Olaguer y Feliú, gobernador subordinado de Montevideo desde 1790 hasta 1797 y virrey del Río de la Plata desde esta última fecha hasta 1799, que fueron padres de José y de Manuel Olaguer Feliú y Azcuénaga, entre otros seis hijos.

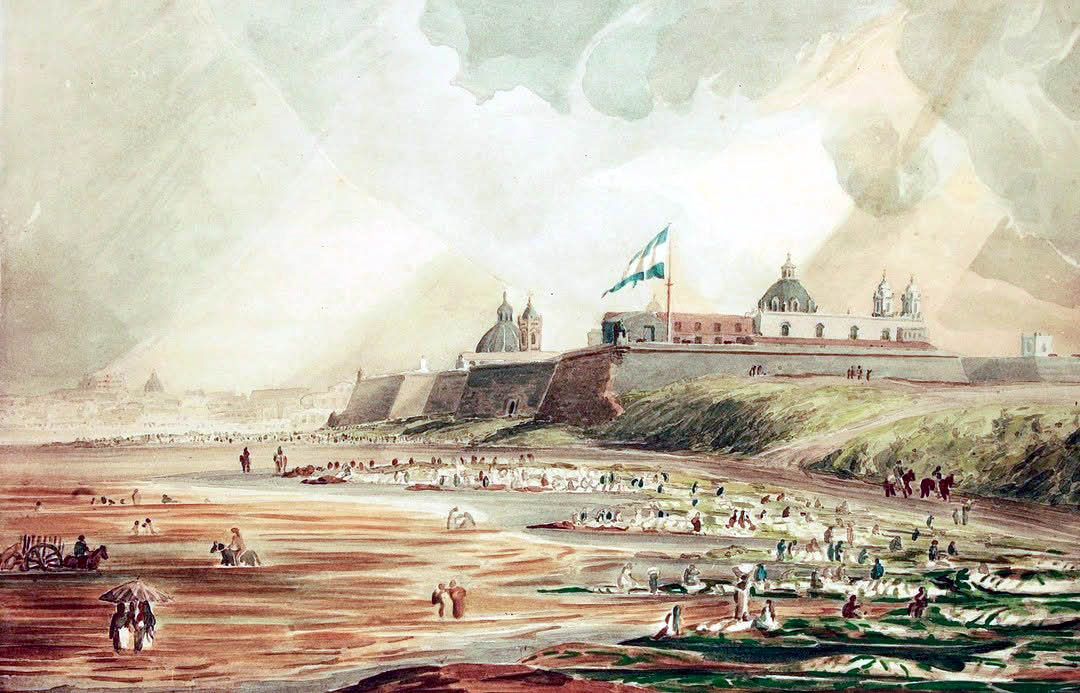
El Fuerte de Buenos Aires, visto desde la rivera norte del Río de la Plata donde se encontraba el Palacio de los Virreyes construido en 1787, en el que vivió la primera virreina criolla Ana de Azcuénaga de Olaguer Feliú, prima política, consuegra y luego cuñada de Francisco de Ugarte (por Emeric Essex Vidal, 1816).

También era prima del brigadier patriota Miguel de Azcuénaga y Basavilbaso, gobernador intendente de Buenos Aires de 1812 a 1813 y propietario en el Paraje de los Olivos de la «Chacra de Azcuénaga» —actual Quinta presidencial de Olivos— y de su hermana Flora Azcuénaga y Basavilbaso que desde el 13 de junio de 1781 estaba unida en matrimonio con el vasco-español Gaspar de Santa Coloma que era oriundo de Campijo de Álava (n. e/ 1º y 6 de enero de 1742), el cual se había radicado en Buenos Aires en 1768 y en donde fallecería el 31 de enero de 1815.
Fruto del enlace entre Francisco Ignacio Ugarte y su mujer Vicenta Ramona Uriarte nacieron al menos doce hijos:
- Francisca Faustina Josefa Ramona de Ugarte Uriarte[26] o bien Francisca Ramona de Ugarte[27][28][11] (n. Buenos Aires, 13 de octubre de 1771) que se casó en Buenos Aires el 30 de abril de 1795 con el hispano-vasco José Ignacio de Rezábal y Agote[27][28][26] (Aizarnazábal de Guipúzcoa, 1750-Buenos Aires, 1815) que se había hecho socio mercantil de su futuro suegro hacia 1795,[11] fue elegido consiliario del Consulado de la Cámara de Comercio de Buenos Aires en 1804[13] y tras la Revolución de Mayo fue reelegido consiliario el 6 de junio de 1810.[15]
- Francisco de Paula Ramón de Ugarte Uriarte[28] (n. Buenos Aires, 2 de abril de 1774) que se enlazó con María Josefa Núñez.
- Agustina Juliana Ramona de Ugarte Uriarte[27] (n. 1777) que contrajo matrimonio el 27 de agosto de 1790 con Jerónimo Merino y Villanueva.[27][28]
- Gaspar Baltasar Melchor de Ugarte Uriarte o bien Gaspar Ugarte[29][21] (n. 1780) que se lo eligió el 16 de junio de 1812 como consiliario del Consulado de Comercio de Buenos Aires[29] de las Provincias Unidas del Río de la Plata y se unió en matrimonio en Madrid el 27 de julio de 1817 con su prima segunda[b] María Josefa Olaguer Feliú y Azcuénaga (Buenos Aires, 11 de agosto de 1789-Madrid, después de 1850) —una hermana de los citados José y Manuel e hijos de los exvirreyes rioplatenses ya nombrados— y con quien tuvo descendencia.[21]
- Vicenta Ramona Estefanía de Ugarte Uriarte[28][30] (Buenos Aires, 3 de agosto de 1782-ib., 1803) que se enlazó en Buenos Aires el 30 de noviembre de 1797 con Manuel José de Ocampo y Navia[28] (Huancarama, provincia virreinal de Huamanga, Perú, ca. 1767-Córdoba, 18 de abril de 1829) que fue elegido regidor del Cabildo de Buenos Aries en 1810 y quien una vez viudo y con hijos se uniría en segundas nupcias en la ciudad de Córdoba en 1805 para tener más descendencia.[31]
- María Josefa Estanislada de Ugarte Uriarte[1][27][28] (n. Buenos Aires, 1785) que se enlazó en primeras nupcias con su tío segundo materno[b] Martín José de Monasterio Uriarte (Guernica de Vizcaya, 1775-Montpellier, 1816),[1][32][33] quien luego de la Revolución de Mayo fue también electo el 6 de junio de 1810 como consiliario del Consulado de la Cámara de Comercio,[34] y una vez viuda se unió en segundas nupcias el 14 de enero de 1818 con su primo[b] ya citado Lorenzo Antonio de Uriarte (Galdácano de Vizcaya, ca. 1781-ca. 1865),[27][28] un hijo de Francisco de Uriarte y Azcuénaga que también era natural de Galdácano[33] —y a su vez era hermano de la ya citada Vicenta Ramona y primo materno de la primera virreina criolla— y de María Josefa Casimira de Ipiña Alzáibar y Abásolo de Hordeñana o bien Josefa de Ipiña[28] (n. e/ enero y 7 de marzo de 1761).
- Pascual de Ugarte Uriarte (n. ca. 1787).
- María Ignacia Fermina de Ugarte Uriarte (n. ca. 1789).
- María Mercedes Celedonia de Ugarte Uriarte (n. ca. 1791).
- Ramón Evaristo de Ugarte Uriarte (n. ca. 1793).
- Petrona Nolasca Gala Ignacia de Ugarte Uriarte (n. ca. 1795).
- Juana Ramona Rosa de Ugarte Uriarte[28] (n. ca. 1797) que se casó con Juan Norberto Ignacio Dolz Guzmán.[28]

Una vez viudo se volvió a casar en segundas nupcias el 27 de noviembre de 1800 con su prima política María Eugenia de Azcuénaga y Basavilbaso (n. 1763) —que figuraba en el padrón de Buenos Aires de 1778 con solo quince años de edad, había enviudado de Agustín Antonio de Erezcano y sería una terciaria mercedaria que era hermana de los tres anteriormente citados Ana, Miguel y Flora, y por ende, prima de la primera esposa— y con quien tuvo por lo menos dos hijas:
- María Mercedes Mauricia de Ugarte Azcuénaga (Buenos Aires, 1802) que se casaría con José María de Villoslada Somalo.
- María Vicenta Ramona de Ugarte Azcuénaga (n. ca. 1803).